# Школа українознавства імені Тараса Шевченка (Парма, Огайо)
Школа українознавства імені Тараса Шевченка (Парма, Огайо) — українська суботня школа у США

## Історія школи
Створено у місці компактного проживання українців-мігрантів до США під патронатом Українського Православного Собору св. Володимира в 1955 році.
Завдання школи — навчати й виховувати молоде покоління українців Великого Клівленду в українських традиціях та поширювати знання української мови, літератури, культури, географії й історії з метою забезпечення зв'язку поколінь і передачі духовних, культурних та інтелектуальних надбань українського народу.
Школа є членом Шкільної Ради при УККА в м. Нью-Йорку і членом Українських злучених організацій (УЗО) Огайо з 1999 р.

## Офіційна адреса школи-ліцею
- T. Shevchenko School of Ukrainian Studies
- 3425 Marioncliff Dr., Parma, OH 44134